# Yuba
Yuba és una població dels Estats Units a l'estat de Wisconsin. Segons el cens del 2000 tenia 92 habitants.

## Demografia
Segons el cens del 2000, Yuba tenia 92 habitants, 32 habitatges, i 24 famílies. La densitat de població era de 118,4 habitants per km².
Dels 32 habitatges en un 34,4% hi vivien nens de menys de 18 anys, en un 68,8% hi vivien parelles casades, en un 3,1% dones solteres, i en un 25% no eren unitats familiars. En el 18,8% dels habitatges hi vivien persones soles el 9,4% de les quals corresponia a persones de 65 anys o més que vivien soles. El nombre mitjà de persones vivint en cada habitatge era de 2,88 i el nombre mitjà de persones que vivien en cada família era de 3,29.
Per edats la població es repartia de la següent manera: un 30,4% tenia menys de 18 anys, un 7,6% entre 18 i 24, un 22,8% entre 25 i 44, un 21,7% de 45 a 60 i un 17,4% 65 anys o més.
L'edat mediana era de 37 anys. Per cada 100 dones de 18 o més anys hi havia 93,9 homes.
La renda mediana per habitatge era de 34.063 $ i la renda mediana per família de 34.750 $. Els homes tenien una renda mediana de 40.000 $ mentre que les dones 20.313 $. La renda per capita de la població era d'11.819 $. Aproximadament el 7,4% de les famílies i el 9% de la població estaven per davall del llindar de pobresa.

## Poblacions més properes
El següent diagrama mostra les poblacions més properes.